# Хачатрян, Арутюн Рубенович (врач)
 Арутюн Рубенович Хачатрян (арм. Հարություն Ռուբենի Խաչատրյան, 5 апреля 1915, Карахан-беклу, Эриванская губерния — 23 ноября 1985, Ереван, Армянская ССР) — советский врач армянского происхождения, участник Второй мировой войны, за подвиг, совершённый в плену, удостоенный звания «Праведник мира».

## Биография
Родился 5 апреля 1915 года в селе Карахан-беклу. Учился в местной сельской школе. В 1934 году переехал в Ереван и поступил в Ереванский государственный медицинский институт. После окончания учёбы с 1939 года служил в Рабоче-крестьянской Красной армии. В 1940 году участвовал в советско-финской войне.
В июне 1941 года с началом Великой Отечественной войны на железнодорожном вокзале в Москве в ожидании отправки на фронт познакомился с офицером еврейского происхождения Иосифом Коганом из города Староконстантинова. В дальнейшем это знакомство сыграло важную роль в жизни обоих.
В Великих Луках, где А. Хачатрян работал в военном госпитале, он в августе 1941 года попал в плен и считался пропавшим без вести. В лагере для военнопленных он снова встретил раненого Иосифа Когана и помог ему скрыть его национальность. После обработки раны Когана Хачатрян забрал у него все документы, письма, фото и сказал, что Коган должен называть себя армянином Маркосяном Михаилом Айкасовичем. А чтобы он не забыл свою новую фамилию, Хачатрян написал её на ладони его правой руки химическим карандашом. В дальнейшем он учил Когана армянскому языку и послал другого человека вместо Когана на медосмотр, чтобы скрыть факт обрезания. Иосифу Когану удалось выжить благодаря помощи Хачатряна и других военнопленных армянской национальности. В дальнейшем Хачатрян работал врачом в разных лагерях для военнопленных в составе восточных легионов.
В 1946 году вернулся в Армению, где в 1946—1949 годах работал главврачом в одной из районных больниц. В 1949 году по обвинению в измене был приговорен к смертной казни, которую впоследствии заменили на 25 лет лишения свободы. Заключение отбывал в Норильске. В 1956 году освобождён, вернулся в Ереван, женился.
Был реабилитирован в середине 1960-х. В 1956—1984 годах работал врачом в поликлинике № 17 города Еревана. По данным его дочери, Рубины, в возрасте 53 лет защитил диссертацию.
Впервые после войны Коган и Хачатрян встретились в 1983 году в Ереване, до этого только переписывались.
Умер в 1985 году в Ереване. Иосиф Коган эмигрировал в Израиль.
В сентябре 2013 года израильским Институтом Катастрофы и героизма «Яд ва-Шем» за спасение Иосифа Когана Арутюну Хачатряну было присвоено почётное звание «Праведник мира». По данным армянского новостного сайта lurer.com, Арутюн Хачатрян является единственным гражданином Республики Армения, которому присвоено это звание. 4 февраля 2014 на церемонии награждения в Ереване посол Израиля в Армении Шмуэль Мейром вручил медаль и почётную грамоту праведника внучке Хачатряна — армянской певице Анне Хачатрян. Международный фонд Рауля Валленберга наградил Арутюна Хачатряна медалью Рауля Валленберга.

## Комментарии
1. ↑  По данным некоторых СМИ, Хачатрян родился 10 апреля.
2. ↑  Иосиф Коган скончался в 1999 году  (на 79-м году жизни) в городе Кирьят-Ям (Израиль).